# Lasiomyrma gracilinoda
Lasiomyrma gracilinoda (лат.) — вид муравьёв рода Lasiomyrma из подсемейства мирмицины (Myrmicinae, Crematogastrini). Юго-Восточная Азия. Видовое название дано по признаку строения петиоля.

## Распространение
Остров Калимантан (Борнео), Kinabalu Park (Сабах, Малайзия).

## Описание
Мелкие земляные муравьи коричневого цвета, длина тела рабочих 2,1 мм (самки и самцы не обнаружены). Отличается от близких видов следующими признаками: от Lasiomyrma gedensis прямым проподеальным дорзумом, отсутствием угла переднего наклона петиолярного узелка и вогнутым затылочным краем головы, а от Lasiomyrma maryatiae более тонким узелком петиоля, более коротким мезоплевроном и слабо выступающей проподеальной долей. Петиоль сужается кверху. Заднегрудка с проподеальными шипиками. Усики длинные, у самок и рабочих 11—12-члениковые, булава 3-члениковая. Жвалы рабочих треугольно-вытянутые, с 7-9 зубцами. Нижнечелюстные щупики 2-члениковые, нижнегубные щупики состоят из 2 сегментов. Усиковые бороздки отсутствуют. Голени средних и задних ног без апикальных шпор. Стебелёк между грудкой и брюшком состоит из двух сегментов (петиоль + постпетиоль). Кутикула толстая и плотно скульптированная. Жало развито.